# Günther Storck
Günther Storck (* 2. Oktober 1938 in Borken; † 23. April 1993 in München) war ein deutscher römisch-katholischer Priester und altritualistischer Bischof in der Weihelinie von Erzbischof Pierre Martin Ngô Đình Thục. Er galt als äußerst konservativ und antimodernistisch und war später wichtiger Vertreter des Sedisvakantismus bzw. des Sedisprivationismus (papa materiáliter, sed non formáliter) in Deutschland.

## Leben
Storck entstammt einer Münsterländer Handwerkerfamilie. Der Vater verstarb früh. Nach dem Abitur 1958 studierte er zunächst Germanistik und Altphilologie mit gutem Erfolg in Münster, Berlin und München. 1962 trat er in das Theologenkonvikt Collegium Borromaeum in Münster ein. Die Beschlüsse des Zweiten Vatikanischen Konzils widerstrebten ihm. Er setzte ab 1967 seine Studien in München fort.
Am 21. September 1973 wurde er von Bischof Blasius Kurz O.F.M., de jure Apostolischer Präfekt von Yongzhou (Volksrepublik China), in Egg ZH zum Priester geweiht. Den Kontakt zu Kurz hatte Storcks Lehrer, der Fichte-Forscher und Sedisvakantist Reinhard Lauth, hergestellt. Die Wahl des Weiheortes fiel deshalb auf eine abgelegene Kirche in der Schweiz, weil zu befürchten war, dass der damalige Münchener Erzbischof, Kardinal Julius Döpfner, keine Erlaubnis zur Vornahme der Weihe in seiner Diözese geben würde, da Günther Storck zu dieser Zeit bereits als Assistent von Leo Scheffczyk an der Universität München wirkte und dort für seine antimodernistische Einstellung inzwischen bekannt war. Nach seiner Weihe wirkte Storck zeitweise als Prediger und feierte Gottesdienst in seiner Hauskapelle oder Privatoratorien.
1976 wurde Storck, inzwischen kirchenrechtlich Priester einer chinesischen Diözese, durch die Katholisch-Theologische Fakultät der Ludwig-Maximilians-Universität München zum Doktor der Theologie promoviert. Inhaltlich behandelte seine Dissertation mit dem Titel „Die Gottesidee der Wissenschaftslehre J.G. Fichtes“ das Thema der Erkennbarkeit und der Erkenntnis Gottes des absoluten, wobei sie im Anschluss daran zur Rechtfertigung der katholischen Trinitätslehre überging. Zweitgutachter der Dissertation war Reinhard Lauth.
Ebenfalls 1976 löste sich Günther Storck von der Gruppe um Lauth und schloss sich der Priesterbruderschaft St. Pius X. des französischen Erzbischofs Marcel Lefebvre an. Dieser war 1976 bereits vom Papst suspendiert worden, spendete jedoch weiterhin Priesterweihen und betrieb Seelsorge, inklusive Firmung. Unzufrieden mit dem in seinen Augen zu weichen Kurs Lefebvres gegenüber Papst Paul VI., den Erzbischof Lefebvre trotz erheblicher Meinungsverschiedenheiten immer als Papst und Oberhaupt der katholischen Kirche anerkannte, trennte sich Storck 1979 auch von dieser Gemeinschaft.
Storck erkannte die Wahl und Regierungsgewalt Pauls VI. nicht als formal gültig an. Um Storck bildete sich im süddeutschen Raum eine Gruppe von Sedisvakantisten. Wegen seiner Verwerfung der kirchlichen Gemeinschaft mit Papst Paul VI. wurde Storck nach katholischen Kirchenrecht schismatisch.
1980/81 gründete Storck sein eigenes Priesterseminar Heilig Blut, anfangs in Feldafing, später in München, in dem er selbst als Dozent wirkte. Für seine Priesteramtskandidaten suchte er zunächst Unterstützung bei emeritierten katholischen Bischöfen, so dem aus China nach Deutschland geflohenen Bischof Vitus Chang. Doch seine Versuche, einen römisch-katholischen (Weih-)Bischof für sein sedisvakantistisches bzw. sedisprivationistisches Priesterseminar zu finden, blieben erfolglos.
Am 30. April 1984 ließ sich Günther Storck in Étiolles bei Paris durch den ebenfalls schismatischen Michel Guérard des Lauriers zum Bischof weihen und ordinierte ab 28. Oktober 1989 selbst in München vier Priester.
Seit jungen Jahren litt Storck an einer Lebererkrankung, die schließlich zu seinem Tod am 23. April 1993 führte. Er wurde auf dem Münchener Westfriedhof beigesetzt.